# Ochyrocera peruana
Ochyrocera peruana là một loài nhện trong họ Ochyroceratidae. Loài này phân bố ở Peru.